# Nicolas Czinober
Nicolas (Miklos) Czinober, né à Szolnok, Hongrie le 15 novembre 1899 et mort le 2 janvier 1984 à Sablé-sur-Sarthe, France, est un peintre, dessinateur et restaurateur de tableaux ayant passé l'essentiel de sa vie en France. Il a produit près de 1500 œuvres dont 500 tableaux et plus de 1 000 dessins.

## Biographie

### Enfance et famille
Les parents de Miklos, Lazlo Czinober et Julia Balazs sont boulangers à Szolnok (Hongrie). Ils donnent naissance à une fratrie de deux fils et trois filles.

### Influences et expositions
Du 3 juin au 24 juin 1947, il est invité par l’association France-Hongrie (sous le haut patronage de Monsieur le Dr Paul Auer, Ministre de Hongrie à Paris) à participer à l’" exposition de quelques maîtres français contemporains et des « Peintres, sculpteurs et graveurs Hongrois de l’École de Paris » (galerie de Bussy - 16, rue de la Boétie - Paris 8e)".
La liste des artistes réunis dans cette exposition est la suivante :
Léger, Lhote, Lurçat, Gimond, Martel, Souverbie pour le côté français et Balint, Beothy, Csáky, Bertalan, Czinober, Czobel, Gall, Kolos-Vary, Hajdu pour le côté hongrois.
Le comité d’honneur regroupe des noms tels que Braque, Henri Matisse, Jacques Villon.
Puis il se fait un nom dans le monde de la restauration de tableaux où il eut l’occasion d’expertiser et de restaurer plusieurs Georges de La Tour.

## Zooms sur l'œuvre

### Peintures
Entre deux expertises et restaurations de tableaux qui lui demandent la plus grande des rigueurs, Miklos a besoin d’exercer son Art en laissant libre cours à son imagination et à sa fougue.
Il peint et repeint parfois plusieurs fois sur la même toile, recouvrant ses propres toiles ou celles d’autres artistes qu’il achète à bas prix en lot à « l’Hôtel Drouot ». Très vite il se rend compte que sa peinture est proche de celles d’autres peintres qui ont déjà « percé » dans le monde de l’Art; parmi les plus connus : Vlaminck, Rouault, Braque.
Devant cette ressemblance assez frappante des styles et ne voulant pas être accusé de copier les maitres à la mode, il décide de ne pas essayer de vivre de ses peintures, bien qu’on lui proposa souvent de vendre en galerie et vivre de son art. Il décide ainsi de s’installer en tant que restaurateur de tableaux et expert d’art pour les commissaires priseurs. Se laissant porter par ses sentiments, il peignit près de 500 tableaux tout au long de sa vie. Afin de perfectionner sa maitrise des contrastes, des couleurs et des formes, c’est le sujet des fleurs qui l’inspira plus particulièrement. Quelques-unes de ses toiles (principalement ses œuvres de jeunesse) sont en Hongrie, mais la majeure production de son travail (hormis quelques toiles données, vendues ou échangées de son vivant) se trouve encore en France dans une collection familiale (environ 350 toiles).
Des toiles seront mises en vente aux enchères. Les liens suivants permettront de découvrir quelques toiles « Million Associés »,
« Actualités des ventes aux enchères », « Arcadja », « Artnet »,
« Blouin Art Info ».

### Dessins
En tant que peintre et artiste expressionniste, muni de son carnet d’esquisses, Miklos fut très souvent amené à rencontrer les gens pour mieux saisir l’instant présent. Durant l’hiver 1954, à la suite de l’appel de l’abbé Pierre, il alla à la rencontre des « clochards » le long de la Seine et révéla ainsi une série de croquis à la fois très poignants et profondément humains.

### Restauration de tableaux
Fort de sa formation et de son diplôme obtenu aux Beaux-Arts de Budapest, Miklos sortit major de sa promotion, obtint une bourse d’étude pour parfaire ses connaissances des différents courants artistiques européens.
Après un passage par l’Italie, Miklos s’installa finalement à Paris.
Dans un premier temps, il suit Jean Ronfort, un commissaire priseur parisien dont il devint l’ami, l’expert et le conseiller. Ce qui lui permet de gagner sa vie.
Puis les années passèrent et il se fit un nom dans le monde de la restauration de tableaux du XVIe et du XVIIe siècle.
Devenu spécialiste de Georges de La Tour, le maitre du clair-obscur, plusieurs toiles de ce dernier lui passeront entre les mains, soit pour les expertiser, soit pour les restaurer. Nicolas Czinober est cité 2 fois dans l'ouvrage "Georges de La Tour : Histoire d'une redécouverte" (pages 60 & 101).
Il se porta même acquéreur de l’une d’entre elles; Saint Philippe à Drouot en 1942, la restaura et le vendit à un collectionneur suisse à la suite d'une exposition sur le maitre du clair-obscur en 1972 au musée de l'Orangerie à Paris.
Ce collectionneur suisse le revendit très peu de temps après à un collectionneur américain. Il est aujourd'hui au musée de Norfolk (États-Unis).

### Dernières années
Au mois de septembre 2012, Étienne Czinober et Matthias Czinober, respectivement fils et petit-fils de Miklos, ont remis au musée Szolnok, une toile de l'artiste.
. Cette donation a été réalisée lors d'un « vernissage officiel » avec les élus locaux.